# Мирко Николовски
Мирко Николовски (на македонска литературна норма: Мирко Николовски) е офицер, генерал-майор от Северна Македония.

## Биография
Роден е на 10 ноември 1938 г. в кривопаланечкото село Борово, тогава в Кралство Югославия. През 1950 г. завършва основно образование в родния си край, а през 1954 г. и гимназия. През 1957 г. завършва Инженерна подофицерска школа. Военната си служба започва като командир на взвод през 1957 г. Остава на този пост до 1966 г. През 1962 г. завършва за инженер във Военната академия на Сухопътните войски на ЮНА. Между 1966 и 1974 г. е командир на летищна инженерна рота. През 1974 г. завършва Команднощабната академия на Сухопътните войски на ЮНА. От 1974 до 1976 г. е заместник-командир на батальон. Между 1976 и 1978 г. е командир на батальон. В периода 1978 – 1982 г. е началник-щаб на военновъздушна база. През 1980 г. завършва Школа за народна отбрана. Между 1982 и 1985 г. е командир на 177-а военновъздушна база. От 1985 до 1988 г. е началник на отдела за оперативни работи на командването на Военновъздушната и противовъздушната отбрана. От 1988 до 1992 г. е помощник-командир по тила в Командването на Военновъздушната и противовъздушната отбрана. Излиза в запаса на 31 август 1992 г. като генерал-майор от авиацията.

## Военни звания
- Подпоручик (1962)
- Поручик (1965)
- Капитан (1968)
- Капитан 1 клас (1971)
- Майор (1975)
- Подполковник (1978)
- Полковник (1983)
- Генерал-майор (1990)

## Награди
- Орден за военни заслуги със сребърни мечове, 1965 година;
- Орден на Народната армия със сребърна звезда, 1971 година;
- Орден за военни заслуги със златни мечове, 1975 година;
- Орден на Народната армия със златна звезда, 1979 година;
- Орден на труда със златен венец, 1983 година;
- Орден на братството и единството със сребърен венец, 1987 година.
- Златен плакет на Военновъздушната и противовъздушна отбрана на ЮНА.